# Jules Ancion
Jules Theodoor Ancion, detto Jules (Palembang, 21 agosto 1924 – L'Aia, 30 novembre 2011), è stato un hockeista su prato olandese.

## Palmarès

### Olimpiadi
- Argento a Helsinki 1952.